# Чистополянський (Брянська область)
Чистополянський (рос. Чистополянский) — селище у Брасовському районі Брянської області Росії. Входить до складу муніципального утворення Локотське міське поселення.
Населення — 64 особи.
Розташоване за 2 км на захід від залізничної станції Брасово, за 2 км на схід від автодороги М3  Москва — Київ.

## Історія
Виникло в 1920-ті роки. Спочатку називалося Бендирка. Сучасна назва з 1964 року. До 1975 р входило до складу Брасовської сільради.

## Населення
За найновішими даними, населення — 64 особи (2013).
У минулому чисельність мешканців була такою:
| Роки      | 1926 | 1979 | 1989 | 2002 | 2010 |
| --------- | ---- | ---- | ---- | ---- | ---- |
| Населення | 61   | 114  | 90   | 72   | 74   |